# رودولف هروشینتسکی
رودولف هروشینتسکی (چکی: Rudolf Hrušínský؛ ۱۷ اکتبر ۱۹۲۰ – ۱۴ آوریل ۱۹۹۴) بازیگر اهل جمهوری چک بود.
از فیلم‌هایی که وی در آن نقش داشته‌است، می‌توان به آدلا هنوز شام نخورده، چکاوک‌ها روی بند، رؤیاهای ممنوعه، روزی روزگاری یک پلیس و گوی آذرخش اشاره کرد.